# Sandy Nelson
Sander L. „Sandy“ Nelson (* 1. Dezember 1938 in Santa Monica, Kalifornien; † 14. Februar 2022 in Las Vegas, Nevada) war ein US-amerikanischer Schlagzeuger. Zwischen 1959 und 1964 hatte er neun instrumentale Schlagzeugtitel in den US-Charts. Sein Titel Let There Be Drums erreichte 1962 Platz eins der australischen Single-Charts und Platz 3 in Großbritannien. Es gehörte ab 1999 zum Live-Repertoire der Band Queen.

## Leben
Nelson besuchte dieselbe High School wie Jan Berry und Dean Torrence (Jan and Dean) und Kim Fowley. Nach seinem Schulabschluss spielte er in der Band Renegades, bestehend aus Richard Podolor, Bruce Johnston und Nick Venet. Daneben war er als Studiomusiker tätig, unter anderem 1958 für Phil Spector auf To Know Him Is to Love Him von den Teddy Bears, 1960 auf dem Nummer-eins-Hit Alley-Oop der von Kim Fowley produzierten Hollywood Argyles sowie auf diversen Aufnahmen von Gene Vincent.
1959 stieg seine erste eigene Single Teen Beat, auf der er unter anderem von Surfmusik-Gitarrist Richie Allen begleitet wurde, bis auf Position vier der Billboard-Charts. Daraufhin folgte in den frühen 1960er Jahren eine Solokarriere als Instrumentalkünstler. Bei seinem Label Imperial Records veröffentlichte er 1961 die Single Let There Be Drums, welche erneut die Top 10 erreichte. Bis 1964 folgten sieben weitere Platzierungen in den Billboard Hot 100, teilweise waren A- und B-Seite derselben Single in den Charts. Zwischen 1962 und 1966 erreichten elf seiner Alben die Billboard 200, das Album Let There Be Drums stieg dabei bis auf Position sechs.
Ende 1963 hatte Nelson einen Motorradunfall, infolgedessen sein rechter Fuß amputiert werden musste. Er setzte seine Karriere danach zwar fort, ab Mitte der 1960er Jahre waren seine Veröffentlichungen jedoch kommerziell nicht mehr erfolgreich. Der Hessische Rundfunk setzte Nelsons Titel Drums a Go Go als Erkennungsmelodie für die werktägliche Magazinsendung Passiert – Notiert ein, welche zwischen 1966 und 2000 ausgestrahlt wurde. … and Then There Were Drums ist die Erkennungsmelodie der Internationalen Hitparade von Wolf-Dieter Stubel, die zwischen 1967 und 1990 bei NDR 2 ausgestrahlt wurde und seit 2005 beim 2016 eingestellten Sender Radio NORA ausgestrahlt wurde.
Nelson lebte in Boulder City im US-Bundesstaat Nevada und veröffentlichte Ende 2008 mit Nelsonized ein weiteres Album. Er starb am 14. Februar 2022 in einem Hospiz in Las Vegas im Alter von 83 Jahren an den Folgen eines im Jahr 2017 erlittenen Schlaganfalls.

## Diskografie

### Alben
- 1962: Let There Be Drums
- 1962: Drums Are My Beat!
- 1962: Drummin’ Up a Storm
- 1962: Compelling Percussion
- 1962: Golden Hits
- 1965: Live! In Las Vegas
- 1965: Teen Beat ’65
- 1965: Drum Discotheque
- 1965: Drums a Go-Go
- 1966: Boss Beat
- 1966: “In” Beat
- 1966: Superdrums!
- 1966: Beat That #?!* Drum
- 1967: Cheetah Beat
- 1967: The Beat Goes On
- 1967: Teen Drums
- 1967: Drums And More Drums!
- 1968: Boogaloo Beat
- 1968: Soul Drums
- 1968: Rock 'N Roll Revival
- 1969: Manhattan Spiritual
- 1969: Rebirth Of The Beat
- 1969: Going Up The Country
- 1970: Groovy
- 1972: Keep On Rockin'
- 1973: Hocus Pocus
- 1974: Let The Good Times Rock
- 1975: Bang Bang Rhythm
- 1976: Bateria!
- 2008: Nelsonized

### Singles
- 1959: Teen Beat / Big Jump (fand Verwendung in dem Kurzfilm Schnee)
- 1961: Let There Be Drums / Quite a Beat!
- 1962: Drums Are My Beat / The Birth of the Beat
- 1962: Drummin’ Up a Storm / Drum Stomp
- 1962: All Night Long / Rompin’ & Stompin’
- 1962: … and Then There Were Drums / Live It Up
- 1964: Teen Beat ’65 (Live-Version) / Kitty’s Theme
- 1965: Let There Be Drums ’65